# Sekretionsleistung der Schilddrüse
Die Sekretionsleistung der Schilddrüse (GT, auch als Inkretionsleistung oder, falls aus Hormonspiegeln berechnet, als SPINA-GT bezeichnet) definiert die maximale stimulierte Menge an Thyroxin, welche die Schilddrüse in einer Sekunde in die Blutbahn ausschütten kann.
GT ist sowohl ein theoretisches Konzept, das in physiologischen Therorien der Schilddrüsenfunktion verwendet wird, als auch (als berechneter Parameter) ein Biomarker für die fortgeschrittene Diagnostik von Schilddrüsenerkrankungen.

## Ermittlung
Experimentell kann die Sekretionsleistung ermittelt werden, indem nach Stimulation mit einer hohen TSH-Konzentration (z. B. in Form von rhTSH, d. h. rekombinantem humanem TSH) die T4-Produktion der Schilddrüse gemessen wird. Früher wurde die Sekretionsleistung auch geschätzt, indem man die Serumkonzentration des proteingebundenen Iodisotops 131I nach Verabreichung von Radioiod gemessen hat. Wegen der damit verbundenen hohen Strahlenbelastung wird dieses Verfahren heute nicht mehr im Rahmen von Routineuntersuchungen angewandt.
In vivo kann SPINA-GT auch mit
{\displaystyle {\hat {G}}_{T}={{\beta _{T}(D_{T}+[TSH])(1+K_{41}[TBG]+K_{42}[TBPA])[FT_{4}]} \over {\alpha _{T}[TSH]}}}
oder
{\displaystyle {\hat {G}}_{T}={{\beta _{T}(D_{T}+[TSH])[TT_{4}]} \over {\alpha _{T}[TSH]}}}
aus Serumspiegeln an TSH und freiem bzw. gesamtem Thyroxin berechnet werden. Diese physiologisch begründete Gleichung ist heute das am meisten angewandte Standardverfahren zur Bestimmung der Sekretionsleistung der Schilddrüse.
Konstante Parameter der Gleichungen sind:
{\displaystyle \alpha _{T}}: Verdünnungsfaktor für T4 (Kehrwert des scheinbaren Verteilungsvolumens, 0,1 l−1)

{\displaystyle \beta _{T}}: Clearance-Exponent für T4 (1.1e-6 sec−1), d. h., Geschwindigkeitskonstante für Abbau

K41: Affinität T4-TBG (2e10 l/mol)

K42: Affinität T4-TBPA (2e8 l/mol)

DT: EC50 für TSH (2,75 mU/l)
Der Quotient aus SPINA-GT und sonographisch ermitteltem Schilddrüsenvolumen wird als spezifische Sekretionsleistung (SPINA-GTs) bezeichnet.

### Referenzbereiche
| Untergrenze | Obergrenze | Maßeinheit |
| ----------- | ---------- | ---------- |
| 1,41        | 8,67       | pmol/s     |

Perzentilen der Sekretionsleistung der Schilddrüse (SPINA-GT) mit Referenzbereichen des TSH-Index nach Jostel und univariablen Referenzbereichen für Thyreotropin (TSH) und freies Thyroxin (FT4), dargestellt im zweidimensionalen Phasenraum, der durch TSH- und FT4-Serumkonzentrationen definiert ist.

Die Gleichungen und ihre Parameter sind kalibriert für erwachsene Menschen mit einer Körpermasse von 70 kg bzw. einem Plasmavolumen von ca. 2,5 l.

## Klinische Bedeutung
SPINA-GT ist erhöht im Falle einer primären Hyperthyreose und reduziert bei einer primären Hypothyreose. Die Sekretionsleistung korreliert mit dem sonographisch bestimmten Schilddrüsenvolumen und zeigte in einer Längsschnittuntersuchung eine höhere Reliabilität als TSH, FT4 oder FT3.
In einer Studie konnte eine negative Korrelation zwischen GT und Kreatinin-Clearance beobachtet werden. In der Anfangsphase eines Non-Thyroidal-Illness-Syndroms kann SPINA-GT passager leicht erhöht ausfallen. Bei bestimmten chronischen Erkrankungen wie dem Chronischen Fatigue-Syndrom kann SPINA-GT dagegen reduziert sein.
In einer bevölkerungsbasierten Studie korrelierte die Sekretionsleistung der Schilddrüse mit der Schlafdauer und dem Ausmaß einer sportlichen Betätigung. Die Beziehung zur Jodversorgung folgte einem komplexen U-förmigen Muster: SPINA-GT war reduziert bei Probanden, die jodreiche Nahrungsmittel konsumierten, aber erhöht bei Jodexzess.
Bei Männern mit Hypothyreose korrelieren sowohl SPINA-GT als auch SPINA-GD negativ mit erektiler Funktion und sexueller Zufriedenheit. Bei Frauen mit Thyreotoxikose sagt eine erhöhte Sekretionsleistung eine sexuelle Dysfunktion voraus, ferner einen höheren Grad an Depressivität.
SPINA-GT korreliert bei Gesunden und Personen mit behandelter Autoimmunthyreopathie mit der mechanischen Schmerzempfindlichkeit (mechanical pain sensitivity, MPS) in der quantitativ sensorischen Testung (QST) and mit Maßzahlen der respiratorischen Arrhythmie in der Analyse der Herzfrequenzvariabilität. Beide Beobachtungen stützen die Annahme einer Assoziation zu einer sowohl sensomotorischen als auch autonomen Neuropathie bei Schilddrüsenerkrankungen.
In bestimmten Situationen führt eine Therapie mit Metformin zu einer erhöhten Sekretionsleistung, parallel zu einer verbesserten Insulinsensitivität. Dieses Phänomen scheint durch Geschlechtshormone moduliert zu werden.
Eine retrospektive Studie mit über 9000 Personen, die sich einer Thyreoidektomie wegen Knotenbildung unterzogen haben, hat demonstriert, dass SPINA-GT im Falle eines Karzinoms gegenüber gutartigen Knoten signifikant reduziert ist.
Bei Personen mit Autoimmunthyreopathie und grenzwertig niedriger Vitamin-D-Versorgung steigt die Sekretionsleistung unter Therapie mit 25-Hydroxycholecalciferol an. Durch eine Therapie mit Selenomethionin scheint dieser Effekt noch verstärkt zu werden. Eine hinreichende Vitamin-D-Versorgung ist auch notwendig für die Wirkung, die Statine auf die Sekretionsleistung ausüben.
Die spezifische Sekretionsleistung (SPINA-GTs) ist bei Adipositas und Autoimmunthyreoiditiden erhöht.
Die Berechnung von SPINA-GT hat sich insbesondere in schwierigen klinischen Situationen bewährt, etwa zur Differenzialdiagnostik einer latenten Hypothyreose von einer erhöhten TSH-Konzentration bei allostatischer Last vom Typen 2 (wie sie typisch für Adipositas und bestimmte psychiatrische Erkrankungen ist). Hierfür wird ihr Einsatz z. B. im berufsgenossenschaftlichen Heilverfahren und in der sozialmedizinischen Begutachtung empfohlen.